# Liste der Baudenkmäler in Dentlein am Forst
Auf dieser Seite sind die Baudenkmäler in dem mittelfränkischen Markt Dentlein am Forst zusammengestellt. Diese Tabelle ist eine Teilliste der Liste der Baudenkmäler in Bayern. Grundlage ist die Bayerische Denkmalliste, die auf Basis des Bayerischen Denkmalschutzgesetzes vom 1. Oktober 1973 erstmals erstellt wurde und seither durch das Bayerische Landesamt für Denkmalpflege geführt wird. Die folgenden Angaben ersetzen nicht die rechtsverbindliche Auskunft der Denkmalschutzbehörde.
 Diese Liste gibt den Fortschreibungsstand vom 12. August 2020 wieder und enthält elf Baudenkmäler.

## Baudenkmäler nach Gemeindeteilen

### Dentlein
| Lage                         | Objekt                                         | Beschreibung | Akten-Nr.             | Bild           |
| ---------------------------- | ---------------------------------------------- | --- | --------------------- | -------------- |
| Klosterhofgasse (Standort)   | Sühnekreuz                                     | Aus Sandstein, mittelalterlich | D-5-71-132-5          | BW             |
| Klosterhofgasse 5 (Standort) | Evangelisch-lutherische Pfarrkirche St. Ursula | Zweigeschossiges, verputztes Langhaus mit Querhaus, Satteldächern und Lisenengliederung, östlich angebaut eingezogener Polygonalchor, westlich angebaut viergeschossiger Rechteckturm mit Spitzhelm, Gesimsgliederung und unverputztem Glockengeschoss, Chor und Turm spätgotisch, 15. Jahrhundert, Langhaus historisierend, 1863, Glockengeschoss des Turms 1905; mit Ausstattung | D-5-71-132-2 Wikidata | weitere Bilder |
| Rathausplatz 1 (Standort)    | Ehemalige Schule, jetzt Rathaus                | Zweigeschossiger, verputzter Massivbau mit Walmdach, Gesimsgliederung und Ecklisenen, auf hohem Sandsteinfundament, Maximilianstil, 1842 | D-5-71-132-3 Wikidata | weitere Bilder |

### Erlmühle
| Lage                        | Objekt                | Beschreibung | Akten-Nr.             | Bild           |
| --------------------------- | --------------------- | --- | --------------------- | -------------- |
| Flurstraße 11 (Standort)    | Wegkreuz              | Holzkreuz mit farbig gefasstem, hölzernem Corpus, 17. Jahrhundert | D-5-71-132-9 Wikidata | BW             |
| Kirchenstraße 12 (Standort) | Ehemalige Sägemühle   | Wohnstallhaus, erdgeschossiger, verputzter Massivbau mit nach Osten abgewalmten Steilsatteldach und Fachwerkgiebel, östlich angebaut Sägewerk, traufseitiger, zweigeschossiger Satteldachbau mit massivem Erdgeschoss und verbrettertem Obergeschoss, im Kern 1475, Veränderungen 18./19. Jahrhundert | D-5-71-132-6 Wikidata | weitere Bilder |
| Kirchenstraße 19 (Standort) | Ehemaliges Bauernhaus | Erdgeschossiger Bruchsteinbau mit Satteldach und Fachwerkgiebel, 18. Jahrhundert | D-5-71-132-7 Wikidata | weitere Bilder |
| Kirchenstraße 29 (Standort) | Kleinhaus             | Eingeschossiger Massivbau mit Satteldach, verputzt, 1832 | D-5-71-132-8 Wikidata | weitere Bilder |

### Fetschendorf
| Lage                       | Objekt     | Beschreibung                                          | Akten-Nr.              | Bild |
| -------------------------- | ---------- | ----------------------------------------------------- | ---------------------- | ---- |
| Fetschendorf 15 (Standort) | Sühnestein | Sandsteinstele mit Gedenkinschrift, bezeichnet „1850“ | D-5-71-132-10 Wikidata | BW   |

### Großohrenbronn
| Lage                        | Objekt                              | Beschreibung | Akten-Nr.              | Bild           |
| --------------------------- | ----------------------------------- | --- | ---------------------- | -------------- |
| Nähe Schulstraße (Standort) | Friedhofskreuz                      | Holzkruzifix mit gusseisernem, farbig gefasstem Corpus und Maria,erstes Drittel 20. Jahrhundert                                                                     | D-5-71-132-12 Wikidata | BW             |
| Schulstraße 31 (Standort)   | Katholische Pfarrkirche St. Raphael | Verputzter Saalbau mit flachem Walmdach, seitlich angebaut hochrechteckiger, verputzter Westturm mit flachem Walmdach, von Hans Herkommer, 1932/33; mit Ausstattung | D-5-71-132-11 Wikidata | weitere Bilder |

### Schwaighausen
| Lage                    | Objekt                                 | Beschreibung | Akten-Nr.              | Bild           |
| ----------------------- | -------------------------------------- | --- | ---------------------- | -------------- |
| Kapellenfeld (Standort) | Kapellenruine, sogenannte Zirkelkappel | Reste der Langhausmauern und runder Westturm mit oktogonalem Aufsatz, Bruchsteinmauerwerk, wohl, wohl 15. Jahrhundert, Jh., als Ruine erstmals erwähnt 1608 | D-5-71-132-13 Wikidata | weitere Bilder |

## Ehemalige Baudenkmäler
In diesem Abschnitt sind Objekte aufgeführt, die früher einmal in der Denkmalliste eingetragen waren, jetzt aber nicht mehr. Objekte, die in anderem Zusammenhang also z. B. als Teil eines Baudenkmals weiter eingetragen sind, sollen hier nicht aufgeführt werden. Aktennummern in diesem Abschnitt sind ehemalige, jetzt nicht mehr gültige Aktennummern.

| Lage                                       | Objekt        | Beschreibung          | Akten-Nr.             | Bild |
| ------------------------------------------ | ------------- | --------------------- | --------------------- | ---- |
| Dentlein Dinkelsbühler Straße 5 (Standort) | Türsturz      | Bezeichnet mit „1800“ | D-5-71-132-1 Wikidata | BW   |
| Dentlein Rathausplatz 8 (Standort)         | Bäckerzeichen | Bezeichnet mit „1833“ | D-5-71-132-4 Wikidata | BW   |